# Grand Prix-wegrace van Duitsland 1971
De Grand Prix-wegrace van Duitsland 1971 was tweede race van wereldkampioenschap wegrace in het seizoen 1971. De race werd verreden op 16 mei 1971 op de Hockenheimring nabij Hockenheim.

## 500 cc
Nadat Theo Louwes op de Salzburgring vriend en vijand verbaasde door met zijn "Fanclub Theo Louwes" Kawasaki H 1 R vier ronden lang op de derde plaats te rijden gooide op de Hockenheimring een andere Nederlander hoge ogen: Rob Bron was met zijn Suzuki T 500 als snelste weg, maar moest het hoofd buigen voor Giacomo Agostini. Daarna moest hij het gevecht om de tweede plaats aangaan met Dave Simmonds (Kawasaki H 1 R), Eric Offenstadt (SMAC-Kawasaki H 1 R) en Lothar John (Yamaha). De Japanse tweetakten gebruikten nog steeds veel benzine, en Bron moest terwijl hij op de tweede plaats lag tanken. Dat kostte hem 30 seconden, waardoor hij gepasseerd werd door Jack Findlay (JADA-Suzuki T 500) en Ron Chandler (Kawasaki H 1 R). Findlay werd ook binnengeroepen voor benzine, maar nog voor hij kon tanken ging zijn motor kapot. Bron en Chandler vochten om de tweede plaats, die uiteindelijk naar Rob Bron ging. De overmacht van Agostini met zijn MV Agusta was wel overduidelijk: ze hadden twee ronden achterstand. Ginger Molloy viel met zijn Kawasaki voor de tweede keer uit, maar wist al dat Hockenheim zijn laatste Europese race zou zijn. Hij vertrok naar de Verenigde Staten om met Honda CB 750's te gaan racen.

### Uitslag 500 cc
| Pos | Coureur            | Merk        | Tijd         | Punten |
| --- | ------------------ | ----------- | ------------ | ------ |
| 1   | Giacomo Agostini   | MV Agusta   | 1h 15' 16" 9 | 15     |
| 2   | Rob Bron           | Suzuki      | + 2 ronden   | 12     |
| 3   | Ron Chandler       | Kawasaki    | + 2 ronden   | 10     |
| 4   | Maurice Hawthorne  | Kawasaki    | + 2 ronden   | 8      |
| 5   | Alberto Pagani     | Linto       | + 2 ronden   | 6      |
| 6   | Tommy Robb         | Seeley      | + 2 ronden   | 5      |
| 7   | Hans-Otto Butenuth | BMW         | + 3 ronden   | 4      |
| 8   | Kurt-Willy Bertsch | BMW         | + 3 ronden   | 3      |
| 9   | Horst Dzierzawa    | Yamaha      | + 4 ronden   | 2      |
| 10  | John Dodds         | König       | + 4 ronden   | 1      |
| DNF | Jack Findlay       | JADA-Suzuki |              |        |
| DNF | Ginger Molloy      | Kawasaki    |              |        |

## 350 cc
De 350 cc race in Duitsland was lang spannend, omdat Phil Read (Yamaha TR 2 B) en László Szabó (Yamaha TR 2 B) Agostini lang konden volgen. Ze wisten hem zelfs te passeren, maar uiteindelijk viel Read uit met een defecte versnellingsbak, terwijl Szabó het tempo halverwege de race niet meer kon bijbenen. Theo Bult (Yamsel) was enige tijd derde, maar werd gepasseerd door Paul Smart (Yamaha TR 2 B).

### Uitslag 350 cc
| Pos | Coureur          | Merk      | Tijd      | Punten |
| --- | ---------------- | --------- | --------- | ------ |
| 1   | Giacomo Agostini | MV Agusta | 58' 20" 7 | 15     |
| 2   | László Szabó     | Yamaha    | + 52" 2   | 12     |
| 3   | Paul Smart       | Yamaha    | + 1' 02"  | 10     |
| 4   | Theo Bult        | Yamsel    |           | 8      |
| 5   | Jarno Saarinen   | Yamaha    |           | 6      |
| 6   | Werner Pfirter   | Yamaha    |           | 5      |
| 7   | Billie Nelson    | Yamaha    |           | 4      |
| 8   | Walter Sommer    | Yamaha    |           | 3      |
| 9   | Jerry Lancaster  | Yamsel    |           | 2      |
| 10  | Lothar John      | Yamaha    |           | 1      |
| DNF | Phil Read        | Yamaha    |           |        |

## 250 cc
Hoewel de verschillen in de 250 cc klasse klein waren, vormde zich op de Hockenheimring al snel een kopgroep bestaande uit Phil Read, Rodney Gould en Ginger Molloy. Gould en Molloy vielen echter uit, waardoor de tweede plaats naar Klaus Huber ging, die als 32e gestart was. John Dodds werd derde, maar had minder dan 1 seconde voorsprong op Gyula Marsovszky, Kent Andersson en János Drapál. De top zeven reed op een Yamaha, pas op de achtste plaats kwam Theo Bult met een Yamsel, een Yamaha-blok in een Seeley-frame.

### Uitslag 250 cc
| Pos | Coureur          | Merk   | Tijd         | Punten |
| --- | ---------------- | ------ | ------------ | ------ |
| 1   | Phil Read        | Yamaha | 1h 00' 42" 2 | 15     |
| 2   | Klaus Huber      | Yamaha | + 22" 2      | 12     |
| 3   | John Dodds       | Yamaha | + 25"        | 10     |
| 4   | Gyula Marsovszky | Yamaha | + 25" 6      | 8      |
| 5   | Kent Andersson   | Yamaha | + 25" 8      | 6      |
| 6   | János Drapál     | Yamaha | + 26"        | 5      |
| 7   | László Szabó     | Yamaha |              | 4      |
| 8   | Theo Bult        | Yamsel |              | 3      |
| 9   | Jerry Lancaster  | Yamsel |              | 2      |
| 10  | Leo Commu        | Yamaha |              | 1      |
| DNF | Ginger Molloy    | Yamaha |              |        |
| DNF | Rodney Gould     | Yamaha |              |        |
| DNF | Silvio Grassetti | MZ     |              |        |
| DNF | Günter Bartusch  | MZ     |              |        |

## 125 cc
In de 125 cc klasse begon de debuterende Barry Sheene met de verouderde Suzuki RT 67 toch wel indruk te maken, toen hij in het begin van de race zelfs aan de leiding ging. Hij vocht alleen met Ángel Nieto (Derbi) om de leiding, terwijl het gevecht om de derde plaats ging tussen Gilberto Parlotti (Morbidelli) en Dave Simmonds (Kawasaki). Simmonds kon zich iets losmaken van Parlotti, en toen de beide kopmannen uitvielen lag de overwinning voor het grijpen. Kent Andersson (Yamaha) werd derde.

### Uitslag 125 cc
| Pos | Coureur           | Merk       | Tijd       | Punten |
| --- | ----------------- | ---------- | ---------- | ------ |
| 1   | Dave Simmonds     | Kawasaki   | 47' 22" 6  | 15     |
| 2   | Gilberto Parlotti | Morbidelli | + 44" 2    | 12     |
| 3   | Kent Andersson    | Yamaha     | + 59" 9    | 10     |
| 4   | Toni Gruber       | Maico      | + 1' 26"   | 8      |
| 5   | Gert Bender       | Maico      | + 1' 36" 5 | 6      |
| 6   | Thomas Heuschkel  | MZ         |            | 5      |
| 7   | Chas Mortimer     | Yamaha     |            | 4      |
| 8   | Jürgen Lenk       | MZ         |            | 3      |
| 9   | Jan Huberts       | MZ         |            | 2      |
| 10  | Bernd Köhler      | MZ         |            | 1      |
| DNF | Barry Sheene      | Suzuki     |            |        |
| DNF | Ángel Nieto       | Derbi      |            |        |

## 50 cc
In de GP van Oostenrijk had Jan de Vries met ruim een minuut voorsprong gewonnen. In Duitsland won de Vries opnieuw, nadat hij bij de start al meteen de leiding had genomen. Toch had hij wat meer moeite om Rudolf Kunz en Ángel Nieto af te schudden, tot Nieto een fout maakte en door het gras moest. Hij werd toch nog derde, achter de Vries en Kunz.

### Uitslag 50 cc
| Pos | Coureur                 | Merk              | Tijd       | Punten |
| --- | ----------------------- | ----------------- | ---------- | ------ |
| 1   | Jan de Vries            | Van Veen-Kreidler | 45' 46"    | 15     |
| 2   | Rudolf Kunz             | Kreidler          | + 5" 4     | 12     |
| 3   | Ángel Nieto             | Derbi             | + 2' 02" 7 | 10     |
| 4   | Federico van der Hoeven | Derbi             | + 3' 23" 9 | 8      |
| 5   | Aalt Toersen            | Jamathi           | + 3' 23" 9 | 6      |
| 6   | Juan Parés March        | Derbi             |            | 5      |
| 7   | Leo Commu               | Jamathi           |            | 4      |
| 8   | Harald Bartol           | Kreidler          |            | 3      |
| 9   | Ulrich Graf             | Kreidler          |            | 2      |
| 10  | Hans-Jürgen Hummel      | Kreidler          |            | 1      |

## Zijspanklasse
In Hockenheim wonnen Georg Auerbacher/Hermann Hahn door van start tot finish aan de leiding te gaan. Siegfried Schauzu viel net als in Oostenrijk uit en Arsenius Butscher/Josef Huber werden tweede. Richard Wegener/Adi Heinrichs wonnen de derde plaats nipt van Heinz Luthringshauser/Hans-Jürgen Cusnik.

### Uitslag zijspanklasse
| Pos | Coureur               | Bakkenist          | Merk      | Tijd      | Punten |
| --- | --------------------- | ------------------ | --------- | --------- | ------ |
| 1   | Georg Auerbacher      | Hermann Hahn       | BMW       | 41' 58" 5 | 15     |
| 2   | Arsenius Butscher     | Josef Huber        | BMW       | + 10" 2   | 12     |
| 3   | Richard Wegener       | Adi Heinrichs      | BMW       | + 22" 6   | 10     |
| 4   | Heinz Luthringshauser | Hans-Jürgen Cusnik | BMW       |           | 8      |
| 5   | Jean-Claude Castella  | Albert Castella    | BMW       |           | 6      |
| 6   | Graham Milton         | John Thornton      | BMW       |           | 5      |
| 7   | Tony Wakefield        | John McPherson     | BMW       |           | 4      |
| 8   | Hermann Schmid        | André Mayenzet     | BMW       |           | 3      |
| 9   | Wolfgang Klenk        | Roland Veil        | BMW       |           | 2      |
| 10  | Hanspeter Hubacher    | John Blum          | BMW       |           | 1      |
| DNF | Siegfried Schauzu     | Wolfgang Kalauch   | Busch-BMW |           |        |

1925 · 1926 · 1927 · 1928 · 1929 · 1930 · 1931 · 1933 · 1934 · 1935 · 1936 · 1937 · 1938 · 1939 · 1949 · 1950 · 1951 · 1952 · 1953 · 1954 · 1955 · 1956 · 1957 · 1958 · 1959 · 1960 · 1961 · 1962 · 1963 · 1964 · 1965 · 1966 · 1967 · 1968 · 1969 · 1970 · 1971 · 1972 · 1973 · 1974 · 1975 · 1976 · 1977 · 1978 · 1979 · 1980 · 1981 · 1982 · 1983 · 1984 · 1985 · 1986 · 1987 · 1988 · 1989 · 1990 · 1991 · 1992 · 1993 · 1994 · 1995 · 1996 · 1997 · 1998 · 1999 · 2000 · 2001 · 2002 · 2003 · 2004 · 2005 · 2006 · 2007 · 2008 · 2009 · 2010 · 2011 · 2012 · 2013 · 2014 · 2015 · 2016 · 2017 · 2018 · 2019 · 2021 · 2022 · 2023 · 2024 · 2025